# 阎式
阎式（？—309年），一作阎或，中国五胡十六国时代成汉皇帝李雄的尚书令，天水郡（今甘肃省天水市）人。
阎式担任始昌令。齐万年起兵反晋，阎式、李特等率关陇流民十余万流入巴蜀、汉中，益州刺史罗尚计划袭击流民，阎式劝李特早作准备，李特于是率众大败罗尚军。流民共推李特为主，为行镇北大将军。阎式担任李特的谋主。成汉建国，李雄即皇帝位，拜阎式为尚书令。当时文武百官都出身粗豪，无朝廷之仪，阎式上疏请参考汉晋故事，立百官制度，李雄听从，命阎式制定制度。晏平四年（309年），阎式和太尉李离被将领罗羕、张金苟、訇琦等所杀。